# ناحیه آبشارهای فرگوس، شهرستان دم اوتر، مینه سوتا
ناحیه آبشارهای فرگوس (به انگلیسی: Fergus Falls Township) یک منطقهٔ مسکونی در ایالات متحده آمریکا است که در شهرستان اوتر تیل، مینه‌سوتا واقع شده‌است.
 ناحیه آبشارهای فرگوس ۷۴٫۰ کیلومتر مربع مساحت و ۱٬۰۵۱ نفر جمعیت دارد و ۳۸۶ متر بالاتر از سطح دریا واقع شده‌است.